# هربرت ألونزو هاو
هربرت ألونزو هاو (بالإنجليزية: Herbert Alonzo Howe)‏ هو عالم فلك أمريكي، ولد في 22 نوفمبر 1858 في بروكبورت في الولايات المتحدة، وتوفي في 2 نوفمبر 1926.